# Juan Bautista Yofre
Juan Bautista «Tata» Yofre (Buenos Aires, 16 de diciembre de 1946) es un escritor, ex-periodista, político argentino, y actual director de la Escuela Nacional de Inteligencia. Fue secretario de Inteligencia del Estado entre 1989-1990 y embajador durante el gobierno de Carlos Saul Menem.

## Trayectoria
Yofre cursó en el Colegio Militar de la Nación, sin llegar a graduarse, en la misma promoción que Roberto Bendini.Desde 1976 trabajó en Radio Municipal de Buenos Aires y en el diario Clarín. 
En 1979 se radicó en Washington D. C. formando parte de la delegación argentina del Banco Interamericano de Desarrollo y en la Organización de Estados Americanos.En esos mismos años su hermano, el abogado Ricardo Yofre, fue también funcionario del mismo gobierno; siendo en su caso Subsecretario General de la Presidencia de Jorge Rafael Videla.
En 1982 retornó a la República Argentina y se incorporó a la redacción de la agencia Noticias Argentinas. En 1984 ingresó al diario Ámbito Financiero para hacerse cargo de la sección política del matutino.
Como cronista de Ámbito Financiero acompañó al por entonces gobernador de La Rioja Carlos Menem en su gira proselitista con vistas a las elecciones presidenciales de 1989, etapa durante la cual entraron en confianza. A pesar de su pasado militante en la Unión Cívica Radical, Menem (del Partido Justicialista) lo convocó para que se incorporase a sus filas durante la campaña. Luego de ganar la presidencia y asumir el gobierno, Menem lo designó al frente de la Secretaría de Inteligencia del Estado (SIDE) en julio de ese año. A comienzos de 1990, las fuertes disputas internas en el gobierno - así como el hallazgo de múltiples micrófonos ocultos en la Casa Rosada - determinaron su salida del puesto.
Luego, Yofre cumplió funciones como embajador argentino en Panamá, hasta 1992. Ese año pasó a encargarse de la Embajada argentina en Portugal; cesó en el último cargo en 1993. A su regreso, Menem lo designó asesor presidencial, con rango de Secretario de Estado, y se desempeñó en ese puesto hasta 1998, cuando renunció. Por la primera destinación como embajador tuvo luego que declarar en el caso del contrabando de armas a Croacia y Ecuador, ya que oficialmente el embarque de armamento tenía como destino el ya nombrado país del canal interoceánico, adónde nunca llegó.
A partir de los años 2000 se dedicó a escribir libros sobre historia argentina contemporánea, y respecto a su visión de la misma Yofre protagonizó declaraciones en las que justificó la "teoría de los dos demonios", con la que buscaba avalar el terrorismo de Estado que ejerció la última dictadura cívico-militar argentina.
En 2006, Tata Yofre participó en un «microemprendimiento criminal» con su compañero policía Pablo Carpintero, el periodista Héctor Alderete (director del portal de noticias Seprín [Servicio privado de inteligencia]), y el espía Iván Germán Velázquez: utilizando software de espionaje que era propiedad del Estado Nacional, entraban en las casillas de correo electrónico de distintas personas de manera clandestina y copiaban la información sustraída «en modo espejo» espiando así a funcionarios nacionales, entre ellos a la presidenta Cristina Fernández de Kirchner y el histórico gobernador de Chaco y ex-jefe de gabinete Jorge Capitanich, entre otros. El grupo criminal buscaba también capturar de manera ilegal los mensajes de correo electrónico y las comunicaciones telefónicas de varios políticos, empresarios y periodistas argentinos. En 2012 la jueza federal Sandra Arroyo Salgado determinó que Yofre “es quien se encontraba a la cabeza de una organización que desde agosto de 2006 y hasta junio de 2008, fue una empresa criminal que con un fin lucrativo operó dedicada a la procuración, búsqueda, sustracción, revelación y comercialización ilegal de datos, archivos e información de diversa índole: político, social, militar y económicos.
En 2017 Héctor Pedro Vergez, un militar condenado por delitos de lesa humanidad, contó sobre la responsabilidad de Yofre en las negociaciones por la venta de los archivos del Batallón de Inteligencia 601 del Ejército Argentino, supuestamente adquiridos por el expresidente Carlos Menem; según Vergez la negociación estuvo a cargo de Juan Bautista Yofre y el periodista Fabián Doman.
El 24 de marzo de 2024, durante el gobierno de Javier Milei, la cuenta oficial de la Casa Rosada publicó un spot conducido por Yofre en el gobierno da su versión de los sucesos ocurridos con el golpe de Estado del 24 de marzo de 1976. En dicho video Yofre sostiene lo que él considera "memoria completa" y se expresa en contra las políticas de derechos humanos de los gobiernos de Néstor Kirchner y Cristina Fernández de Kirchner. Como cierre del vídeo, se hace referencia y se propone que se apoye el Pacto del 25 de Mayo del presidente Milei.Actualmente, ha sido designado director de la Escuela Nacional de Inteligencia.

## Causa judicial por espionaje electrónico (2008–2016)

### Procesamiento de primera instancia (2012)
La investigación se originó en 2008, a partir de una denuncia de la entonces Secretaría de Inteligencia (SIDE) por el hackeo sistemático de correos electrónicos de funcionarios nacionales. El 17 de septiembre de 2012 la jueza federal de San Isidro, Sandra Arroyo Salgado, procesó a Juan Bautista «Tata» Yofre como presunto jefe de una asociación ilícita dedicada al espionaje informático, junto con el exagente de la PSA Pablo Carpintero y el analista Héctor Alderete como integrantes. En la misma resolución fueron procesados —por encubrimiento agravado— los periodistas Carlos Pagni (La Nación), Roberto García (Perfil), Edgar Mainhard (Urgente 24), el empresario Néstor Ick y el general retirado Daniel Reimundes. La magistrada trabó embargos que alcanzaban hasta medio millón de pesos.

### Procesamiento de Carlos Pagni (2012–2016)
La jueza federal Sandra Arroyo Salgado procesó a Carlos Orlando Pagni (entonces columnista de La Nación) el 17 de septiembre de 2012 por los delitos de obtención de secreto por revelación y encubrimiento agravado, en el marco de una asociación ilícita que, según el fiscal, intervenía ilegalmente correos electrónicos de funcionarios entre agosto de 2006 y junio de 2008.
Pagni según la jueza tenía conocimiento del origen ilícito de los correos y los adquiría en forma directa, incluyendo mensajes completos con remitente y destinatario. Por ello, fue procesado con embargos de hasta 200 000 pesos.
El procesamiento fue confirmado el 9 de septiembre de 2013 por la Cámara Federal de Apelaciones de San Martín, que ratificó las figuras penales y la existencia de una red de obtención y difusión de correos electrónicos interceptados.
Según el fallo de 354 páginas, el fiscal Sebastián Basso describió la operación como un “microemprendimiento criminal” en el que Juan Bautista Yofre, Héctor Velázquez y Pablo Carpintero accedían a correos de altos funcionarios —incluidos Cristina Fernández de Kirchner, Daniel Scioli, Alberto Fernández, Nilda Garré, Jorge Taiana, Héctor Timerman y otros— mediante técnicas de hacking y phishing, para luego comercializar esa información en beneficio de medios de comunicación o terceros.

## Libros
- Misión argentina en Chile, 1970-1973 (2002)[6]
- Fuimos todos (2006)[6]
- Nadie Fue (2007)[6]
- Volver a matar (2009)[6]
- El escarmiento (2010)[1]
- 1982 (2011)[21]
- La trama de Madrid (2013)[22]
- Fue Cuba (2014)
- Puerta de Hierro (2015)
- 1976, La Conspiración (2016) [cita requerida]
- Entre Hitler y Perón (2016)[cita requerida]
- Dios y la Patria se lo demanden [Los archivos secretos de la política argentina (1930-2019)] (2019)
- La trampa (2022)